# Parc d'État de Jay Cooke
Le Parc d'État de Jay Cooke (en anglais : Jay Cooke State Park) est une réserve naturelle située dans l'État du Minnesota, aux États-Unis. Elle se trouve sur la St. Louis River, qui entre dans le Lac Supérieur par le port de Duluth.